# 西德尼·贝彻
西德尼·贝彻（英文：Sidney Bechet，1897年5月14日—1959年5月14日），美国爵士乐演奏家、作曲家，擅长萨克斯管及单簧管演奏。他是爵士乐早期最重要的独奏乐手之一，甚至有“爵士教皇”之称，擅长高音萨克斯风的演奏法，但由于其较为古怪的性格使得他到了1940年代才获得广泛认可。

## 早年生活
西德尼·贝彻1897年出生于美国新奥尔良的黑人中产家庭。他幼年自学了许多乐器，而后专注于单簧管演奏。后师从Lorenzo Tio, Louis Nelson Delisle, 以及George Baquet等人。

## 音乐生涯
西德尼·贝彻在新奥尔良的众多乐团中进行过即兴表演。1919年，他前往纽约加入威尔·马里奥思·库克（Will Marion Cook）的管弦乐团，并随乐团前往欧洲巡演。乐团在欧洲获得热烈欢迎， 而西德尼·贝彻也备受瞩目。 在伦敦表演期间，他发现了高音萨克斯风的演奏法。
1923年，西德尼·贝彻与钢琴家克拉伦斯·威廉斯（Clarence Williams）合作录制了自己的首张唱片。1925年，西德尼·贝彻再次来到欧洲演出，但期间却开枪射中了一位妇女，而西德尼后来在自传中回忆到，他当时其实想射击一位侮辱他的音乐家。 因此时间，西德尼在巴黎的监狱中度过了11个月，而后被遣返回纽约。
1932年，西德尼·贝彻在纽约于Tommy Ladnier一起领导了一个6人乐队。
1938年，贝彻编曲并演奏的《Hold Tight》以及《夏日（Summertime）》给人们带来了一个惊喜并成为热门乐曲。
1940年代，贝彻曾在美国许多乐队演奏，但均未能获得瞩目，而他的经济状况也停滞不前。1949年，贝彻应邀参加了在巴黎举办的萨勒·普莱耶爵士节，在那里他并被视为一位有才华的爵士音乐家而受到人们的尊重。1950年，贝彻决心离开美国并前往定居法国巴黎。1951年，他在法国昂蒂布与Elisabeth Ziegler结婚。
1953年，贝彻与法国爵士乐唱片公司Disques Vogue签约。 1959年，西德尼·贝彻由于肺癌在法国去世。